# Thorleif Auerdahl

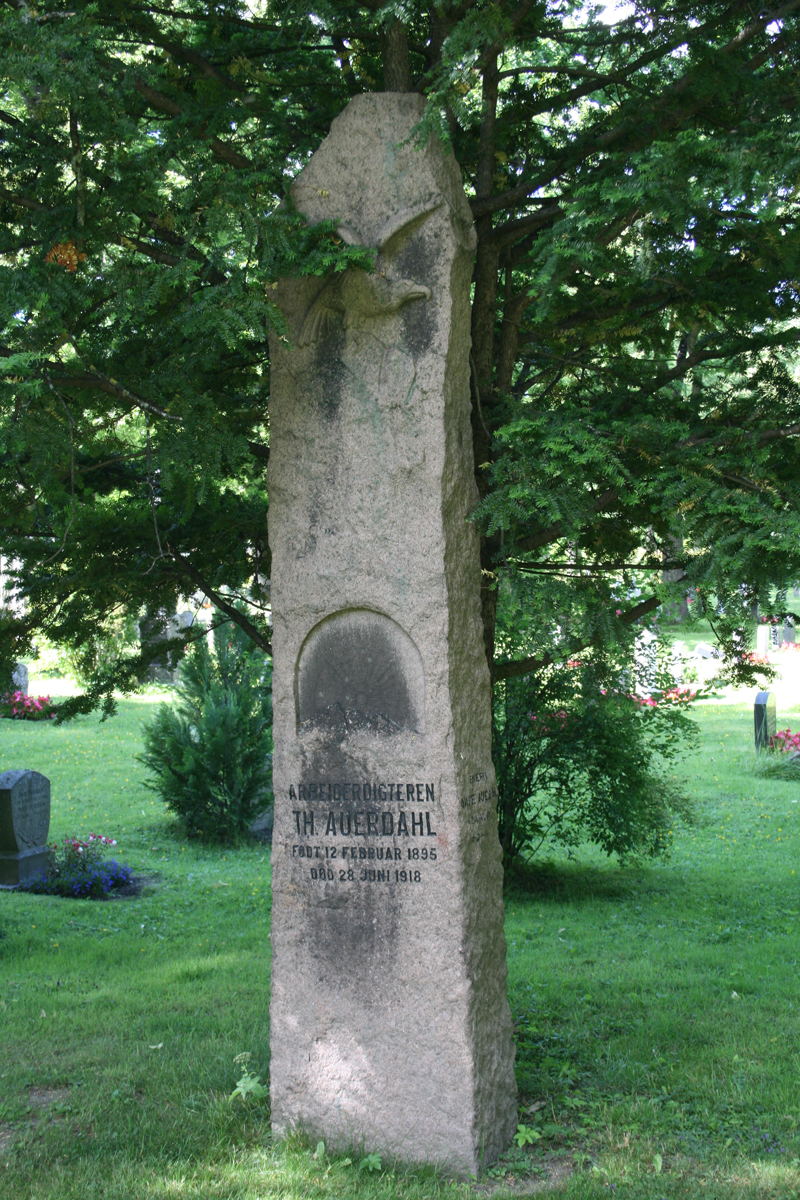
Auerdahls Grab in Oslo

Thorleif Auerdahl (* 12. Februar 1895 in Drammen; † 12. Juli 1918 in Kristiania) war ein norwegischer Lyriker. Er gilt als einer der Wegbereiter der norwegischen Dichtung der Arbeiterbewegung. Gedichte von ihm erschienen 1915 im Politisk karikaturalbum, das er auch herausgab. Außerdem veröffentlichte er 1917 den Lyrikband Ørneland.
Auerdahl verdiente seinen Lebensunterhalt selbst als Fabrikarbeiter. Im Alter von 23 Jahren starb er an Tuberkulose.